# Milan-Tortone
Milan-Tortone (en italien : Milano-Tortona) est une course cycliste italienne reliant Milan à Tortone, dans les régions de Lombardie et du Piémont. Créée en 1946, elle est organisée par le Velo Club Tortonese 1887 S. Coppi. 
Durant son existence, cette épreuve fait partie du calendrier régional de la Fédération cycliste italienne, en catégorie 1.19. Elle est par conséquent réservée aux cyclistes espoirs (moins de 23 ans) ainsi qu'aux élites sans contrat. 

## Histoire
L'édition 2020 est annulée à cause de la pandémie de Covid-19.